# Albissola 2010 2017-2018
Questa voce raccoglie le informazioni riguardanti l'A.S.D. Albissola 2010 nelle competizioni ufficiali della stagione 2017-2018.

## Stagione

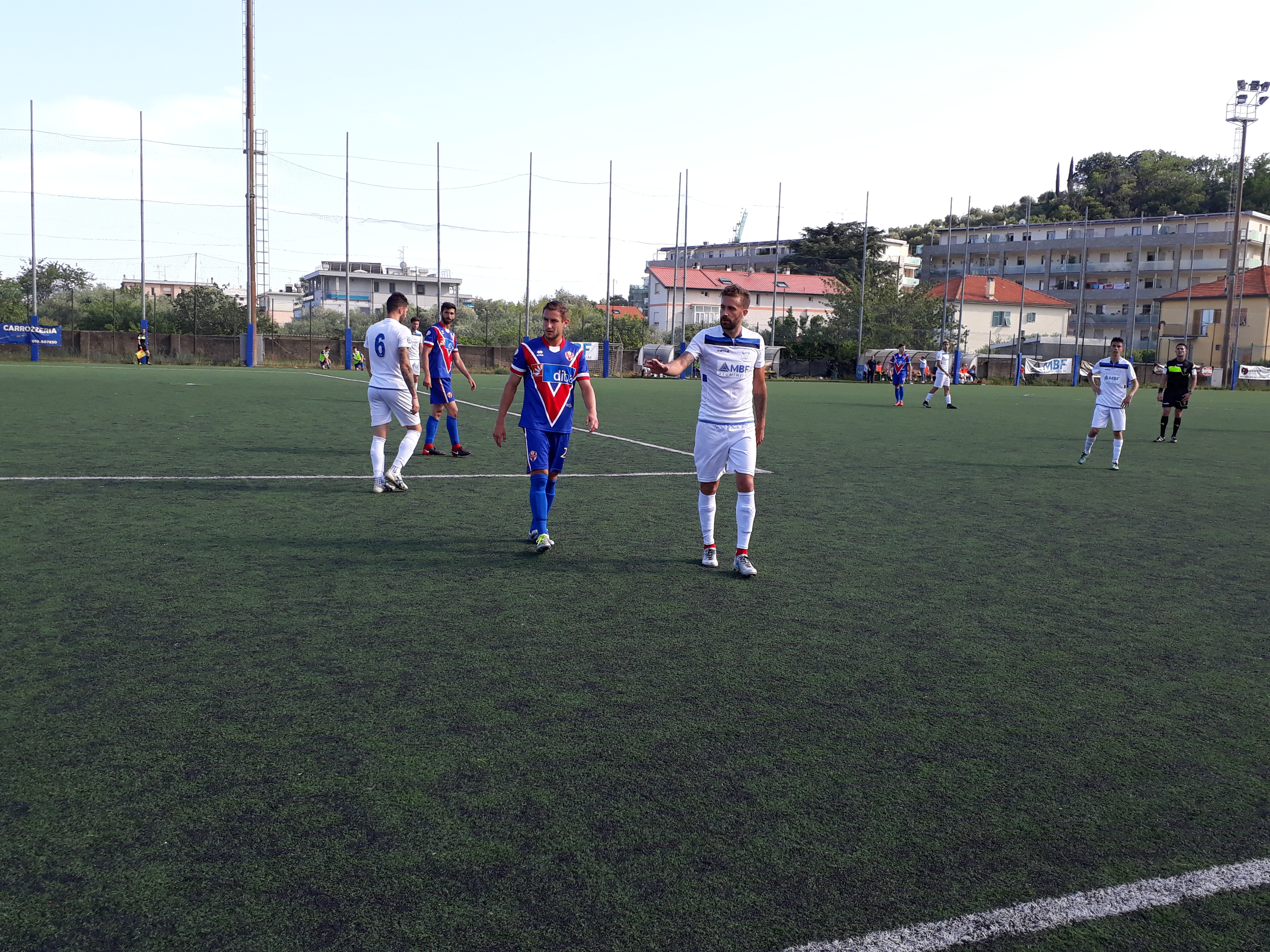
Momenti di gioco della partita Albissola - Vis Pesaro valida per la Poule Scudetto serie D 2017-18

La stagione 2017-2018 è la prima dell'Albissola in Serie D, categoria conquistata l'anno precedente grazie alla vittoria del campionato d'Eccellenza. Alla presidenza vi è Mirco Saviozzi, mentre come allenatore viene scelto Fabio Fossati con il suo vice Amedeo Di Latte. La stagione inizia con la sconfitta per 3-0 in Coppa Italia Serie D sul campo del Bra. In campionato invece l'Albissola debutta con un pareggio per 1 a 1 sul campo del San Donato Tavarnelle. Nonostante lo status di neopromossi i ceramisti dimostrano potenzialità e terminano il girone d'andata in nona posizione. Nel girone di ritorno la squadra inanella una lunga serie di risultati positivi, riuscendo a vincere le ultime dieci partite e a ottenere la promozione in Serie C grazie alla vittoria in rimonta per 1-2 a Forte dei Marmi contro il Seravezza all'ultima giornata, riuscendo così a prevalere sulla favorita Unione Sanremo. Questo risultato permette alla formazione ligure di disputare la Poule Scudetto. Inserita in un triangolare con Vis Pesaro e Rimini l'Albissola termina in testa ed accede alle semifinali, ove incontra la Pro Patria che si impone per 4 a 0 ed estromette i biancazzuroneri dalla competizione.

## Divise e sponsor
Lo sponsor tecnico per la stagione 2017-2018 è Camasport, mentre lo sponsor principale è MBF Aluminium.
- La divisa casalinga presenta un motivo palato biancoazzurro, mentre maniche e calzettoni sono azzurri e i pantaloncini bianchi.
- La seconda divisa è invece bianca con una leggera fascia pettorale blu, mentre maniche, pantaloncini e calzettoni sono bianchi.

| Casa | Trasferta |  |

## Organigramma societario
Area amministrativa
- Presidente onorario: Claudia Fantino Colla
- Presidente: Mirco Saviozzi
- Vice presidente: Luigino Passalacqua
- Consigliere: Lorenzo Barlassina
- Direttore sportivo: Cosimo Damiano Nuzzo
- Responsabile settore giovanile: Ivo Romasi
- Coordinatore logistica, abbigliamento e materiali: Luigino Passalacqua
- Amministratore sito web e social media: Marco Costantino
- Custode campo Luceto: Pietro Le Rose
- Custode campo Faraggiana: Nicola Pabis

Area tecnica
- Allenatore: Fabio Fossati
- Allenatore in seconda: Amedeo Di Latte
- Preparatore portieri: Luigi Ghiraldelli
- Preparatore atletico: Andrea Mercurio
- Massaggiatore: Manuel Gerundo
- Maggazziniere: Ermanno Olivieri

## Rosa
| N. |                      | Ruolo | Calciatore           |
| -- | -------------------- | ----- | -------------------- |
|    | Italia (bandiera)    | P     | Simone Caruso        |
|    | Italia (bandiera)    | P     | Alessandro Gianrossi |
|    | Italia (bandiera)    | P     | Alberto Reinaudo     |
|    | Italia (bandiera)    | P     | Andrea Vasoli        |
|    | Italia (bandiera)    | D     | Lorenzo Benucci      |
|    | Italia (bandiera)    | D     | Emanuele Boveri      |
|    | Italia (bandiera)    | D     | Matteo Calcagno      |
|    | Italia (bandiera)    | D     | Marco Colombo        |
|    | Italia (bandiera)    | D     | Patrick Corbelli     |
|    | Italia (bandiera)    | D     | Mattia Corsini       |
|    | Italia (bandiera)    | D     | Davide Galli         |
|    | Argentina (bandiera) | D     | Pablo Garbini        |
|    | Argentina (bandiera) | D     | Juan Pablo Gargiulo  |
|    | Italia (bandiera)    | D     | Andrea Gulli         |
|    | Italia (bandiera)    | D     | Sebastiano Molinari  |
|    | Italia (bandiera)    | D     | Denis Pasquino       |
|    | Italia (bandiera)    | D     | Andrea Piccardo      |
|    | Italia (bandiera)    | C     | Guido Bennati        |
|    | Italia (bandiera)    | C     | Andrea Cambiaso      |

| N. |                   | Ruolo | Calciatore                  |
| -- | ----------------- | ----- | --------------------------- |
|    | Italia (bandiera) | C     | Lorenzo Coccolo             |
|    | Italia (bandiera) | C     | Pietro Fasce                |
|    | Italia (bandiera) | C     | Pier Francesco Figone       |
|    | Italia (bandiera) | C     | Daniele Galli               |
|    | Italia (bandiera) | C     | Daniele Magnani             |
|    | Italia (bandiera) | C     | Matteo Mancini              |
|    | Italia (bandiera) | C     | Luca Minutoli               |
|    | Italia (bandiera) | C     | Matteo Olivieri             |
|    | Italia (bandiera) | C     | Andrea Ottonello            |
|    | Italia (bandiera) | C     | Yuri Papi                   |
|    | Italia (bandiera) | C     | Gabriele Raja               |
|    | Italia (bandiera) | C     | Simone Saettone             |
|    | Italia (bandiera) | C     | Davide Sancinito (capitano) |
|    | Italia (bandiera) | C     | Daniele Siciliano           |
|    | Italia (bandiera) | C     | Gabriele Speranza           |
|    | Italia (bandiera) | A     | Ezequiel Carballo           |
|    | Italia (bandiera) | A     | Alessio Cargiolli           |
|    | Italia (bandiera) | A     | Alessandro Durante          |
|    | Italia (bandiera) | A     | Riccardo Piacentini         |

## Calciomercato

### Sessione estiva
| Acquisti | Acquisti              | Acquisti              | Acquisti   |
| R.       | Nome                  | da                    | Modalità   |
| -------- | --------------------- | --------------------- | ---------- |
| P        | Simone Caruso         | Virtus Entella        | prestito   |
| D        | Matteo Calcagno       | Genoa                 | prestito   |
| D        | Marco Colombo         | OltrepoVoghera        | svincolato |
| D        | Patrick Corbelli      | Correggese            | svincolato |
| D        | Juan Pablo Gargiulo   | Marbella FC           | svincolato |
| D        | Andrea Gulli          | Genoa                 | prestito   |
| D        | Sebastiano Molinari   | Finale                | svincolato |
| D        | Denis Pasquino        | Vado                  | svincolato |
| C        | Andrea Cambiaso       | Genoa                 | prestito   |
| C        | Lorenzo Coccolo       | Sammaurese            | svincolato |
| C        | Pier Francesco Figone | Finale                | svincolato |
| C        | Luca Minutoli         | Goliardica Genova     | prestito   |
| C        | Yuri Papi             | Sporting Recco        | svincolato |
| C        | Gabriele Raja         | Genoa                 | definitivo |
| C        | Gabriele Speranza     |                       | svincolato |
| A        | Ezequiel Carballo     | 9 de Julio de Arocena | svincolato |

| Cessioni | Cessioni            | Cessioni | Cessioni      |
| R.       | Nome                | a        | Modalità      |
| -------- | ------------------- | -------- | ------------- |
| D        | Alessio Barone      |          | fine carriera |
| D        | Emanuele Boveri     | Ligorna  | svincolato    |
| D        | Matteo Candolini    | Fenegrò  | svincolato    |
| D        | Pietro Cavallone    | Ligorna  | svincolato    |
| D        | Cristian De Leo     |          | svincolato    |
| D        | Luca Doffo          |          | svincolato    |
| D        | Marco Giambarresi   |          | svincolato    |
| D        | Gabriele Ricciardi  |          | svincolato    |
| C        | Bjordi Asllanaj     |          | svincolato    |
| C        | Alessandro Bruzzone | Savona   | fine prestito |
| C        | Edoardo Caltabiano  |          | svincolato    |
| C        | Luca De Matteis     |          | svincolato    |
| C        | Matteo Piana        |          | svincolato    |
| A        | Diego Alessi        | Cairese  | svincolato    |
| A        | Simone Romei        |          | svincolato    |

### Sessione di dicembre
| Acquisti | Acquisti          | Acquisti | Acquisti   |
| R.       | Nome              | da       | Modalità   |
| -------- | ----------------- | -------- | ---------- |
| D        | Lorenzo Benucci   |          | svincolato |
| D        | Emanuele Boveri   | Ligorna  | svincolato |
| D        | Pablo Garbini     | Legnano  | svincolato |
| C        | Daniele Siciliano |          | svincolato |

| Cessioni | Cessioni              | Cessioni        | Cessioni   |
| R.       | Nome                  | a               | Modalità   |
| -------- | --------------------- | --------------- | ---------- |
| P        | Alessandro Gianrossi  | Cairese         | svincolato |
| D        | Marco Colombo         | Calcio Romanese | definitivo |
| C        | Pier Francesco Figone | Finale          | svincolato |
| C        | Gabriele Speranza     | Derthona        | svincolato |

### Sessione invernale
| Acquisti | Acquisti         | Acquisti | Acquisti   |
| R.       | Nome             | da       | Modalità   |
| -------- | ---------------- | -------- | ---------- |
| P        | Alberto Reinaudo | Torino   | prestito   |
| C        | Andrea Ottonello |          | svincolato |

| Cessioni | Cessioni | Cessioni | Cessioni |
| R.       | Nome     | a        | Modalità |
| -------- | -------- | -------- | -------- |

## Risultati

### Serie D

#### Girone di andata
| Arbitro: | Milana (Trapani) |

|              |           |          |
| Giordani 53’ | Marcatori | 42’ Raja |

| Arbitro: | Simone (Bologna) |

|               |           |  |
| Cargiolli 35’ | Marcatori |  |

| Arbitro: | Tesi (Lucca) |

|                              |           |             |
| Gallotti 40’ Cantatore 90+4’ | Marcatori | 61’ Bennati |

| Arbitro: | Castellone (Napoli) |

|  |           |             |
|  | Marcatori | 27’ Bennati |

| Arbitro: | Beretta (Monza) |

|                                      |           |                 |
| Bennati 40’ Piacentini 59’, 80’, 86’ | Marcatori | 2’, 90+4’ Vanni |

| Arbitro: | Ancora (Roma 1) |

|                               |           |                |
| Falivena 78’ Gulli 88’ (aut.) | Marcatori | 73’ Piacentini |

| Arbitro: | Cadirola (Milano) |

|                                              |           |                 |
| Bennati 58’ (rig.) Cargiolli 85’ Coccolo 88’ | Marcatori | 90+2’ Ianniello |

| Arbitro: | Bozzetto (Bergamo) |

|              |           |               |
| Acampora 16’ | Marcatori | 57’ Sancinito |

| Arbitro: | Caporale (Abbiategrasso) |

|          |           |              |
| Raja 23’ | Marcatori | 67’ Ferretti |

| Arbitro: | Longo (Cuneo) |

|                                             |           |  |
| Amico 27’ Del Nero 74’ (rig.) Benedetti 78’ | Marcatori |  |

| Arbitro: | Villa (Rimini) |

|                                                                     |           |  |
| Molinari 13’ Piacentini 30’ Coccolo 35’ Cargiolli 44’, 52’ Papi 75’ | Marcatori |  |

| Arbitro: | Scarpa (Collegno) |

|                      |           |  |
| Doveri 48’ Negri 90’ | Marcatori |  |

| Arbitro: | Arace (Lugo) |

|                        |           |  |
| Gulli 19’ Carballo 31’ | Marcatori |  |

| Lavagna 26 novembre 2017, ore 14:30 CET 14ª giornata | Lavagnese           | 0 – 0 | Albissola | Stadio Edoardo Riboli\| Arbitro: \| Acampora (Ercolano) \| |
| Arbitro:                                             | Acampora (Ercolano) |       |           |                                                            |

| Arbitro: | Emmanuele (Pisa) |

|  |           |                                    |
|  | Marcatori | 17’ Antonelli 19’ Virdis 36’ Genta |

| Arbitro: | Lovison (Padova) |

|           |           |  |
| Frati 12’ | Marcatori |  |

| Arbitro: | De Angeli (Milano) |

|              |           |               |
| Gargiulo 85’ | Marcatori | 65’ Bresciani |

#### Girone di ritorno
| Arbitro: | Calvi (Bergamo) |

|                |           |  |
| Piacentini 25’ | Marcatori |  |

| Arbitro: | Repace (Perugia) |

|            |           |                                           |
| Caboni 70’ | Marcatori | 58’ Gargiulo 68’ Cargiolli 71’ Piacentini |

| Arbitro: | Gandolfo (Bra) |

|             |           |               |
| Coccolo 71’ | Marcatori | 9’ Chiarabini |

| Arbitro: | Conti (Seregno) |

|                                    |           |           |
| Cargiolli 4’, 33’, 61’ Coccolo 84’ | Marcatori | 49’ Vangi |

| Arbitro: | Catanoso (Reggio Calabria) |

|              |           |                         |
| Galligani 2’ | Marcatori | 7’ Piacentini 58’ Gulli |

| Arbitro: | Perri (Roma 1) |

|                                      |           |  |
| Coccolo 78’ Carballo 75’ Garbini 85’ | Marcatori |  |

| Arbitro: | Calzavara (Varese) |

|                                |           |  |
| Ianniello 30’ (rig.) Piras 70’ | Marcatori |  |

| Arbitro: | Andreano (Prato) |

|                    |           |  |
| Bennati 82’ (rig.) | Marcatori |  |

| Arbitro: | Cherchi (Carbonia) |

|  |           |                      |
|  | Marcatori | 78’ Raja 84’ Coccolo |

| Arbitro: | Croce (Novara) |

|            |           |  |
| Garbini 4’ | Marcatori |  |

| Arbitro: | Bracaccini (Macerata) |

|  |           |                             |
|  | Marcatori | 32’ Piacentini 36’ Gargiulo |

| Arbitro: | Pirrotta (Barcellona Pozzo di Gotto) |

|                                            |           |  |
| Piacentini 35’ Sancinito 63’ Cargiolli 75’ | Marcatori |  |

| Arbitro: | Petrella (Viterbo) |

|  |           |                        |
|  | Marcatori | 45+2’ (rig.) Sancinito |

| Arbitro: | Di Marco (Ciampino) |

|                          |           |           |
| Coccolo 35’ Gargiulo 49’ | Marcatori | 46’ Basso |

| Arbitro: | Monaldi (Macerata) |

|             |           |                                 |
| Vittori 61’ | Marcatori | 47’, 67’ Cargiolli 70’ Carballo |

| Arbitro: | Costanza (Agrigento) |

|                         |           |           |
| Cargiolli 44’ Gulli 48’ | Marcatori | 19’ Diana |

| Arbitro: | Carrione (Castellammare di Stabia) |

|               |           |                             |
| Rodríguez 32’ | Marcatori | 43’ Molinari 48’ Piacentini |

### Poule scudetto

#### Triangolare
| Squadra       | P.ti | G | V | N | P | GF | GS | DR |
| ------------- | ---- | - | - | - | - | -- | -- | -- |
| 1. Albissola  | 4    | 2 | 1 | 1 | 0 | 6  | 4  | +2 |
| 2. Rimini     | 4    | 2 | 1 | 1 | 0 | 6  | 5  | +1 |
| 3. Vis Pesaro | 0    | 2 | 0 | 0 | 2 | 1  | 4  | −3 |

| Arbitro: | Monaldi (Macerata) |

|                                                       |           |                                                    |
| Guiebre 65’ Ambrosini 84’ Valeriani 86’ Cicarevic 90’ | Marcatori | 6’, 18’ (rig.) Cargiolli 48’ Gargiulo 68’ Carballo |

| Arbitro: | Di Marco (Ciampino) |

|                    |           |  |
| Cargiolli 46’, 75’ | Marcatori |  |

#### Semifinale
| Arbitro: | Perenzoni (Rovereto) |

|                                               |           |  |
| Santana 8’ Le Noci 55’ Pedone 69’ (rig.), 88’ | Marcatori |  |

### Coppa Italia Serie D
| Arbitro: | Zanotti (Pavia) |

|                                       |           |  |
| Beltrame 51’ (rig.), 56’ Mulatero 70’ | Marcatori |  |

## Statistiche

### Statistiche di squadra
| Competizione         | Punti | In casa | In casa | In casa | In casa | In casa | In casa | In trasferta | In trasferta | In trasferta | In trasferta | In trasferta | In trasferta | Totale | Totale | Totale | Totale | Totale | Totale | DR  |
| Competizione         | Punti | G       | V       | N       | P       | GF      | GS      | G            | V            | N            | P            | GF           | GS           | G      | V      | N      | P      | GF     | GS     | DR  |
| -------------------- | ----- | ------- | ------- | ------- | ------- | ------- | ------- | ------------ | ------------ | ------------ | ------------ | ------------ | ------------ | ------ | ------ | ------ | ------ | ------ | ------ | --- |
| Serie D              | 69    | 17      | 13      | 3       | 1       | 36      | 12      | 17           | 8            | 3            | 6            | 20           | 18           | 34     | 21     | 6      | 7      | 56     | 30     | +26 |
| Poule Scudetto       | -     | 1       | 1       | 0       | 0       | 2       | 0       | 2            | 0            | 1            | 1            | 4            | 8            | 3      | 1      | 1      | 1      | 6      | 8      | -2  |
| Coppa Italia Serie D | -     | 0       | 0       | 0       | 0       | 0       | 0       | 1            | 0            | 0            | 1            | 0            | 3            | 1      | 0      | 0      | 1      | 0      | 3      | -3  |
| Totale               | -     | 18      | 14      | 3       | 1       | 38      | 12      | 20           | 8            | 4            | 8            | 24           | 29           | 38     | 22     | 7      | 9      | 62     | 41     | +21 |

### Andamento in campionato
| Giornata  | 1  | 2 | 3  | 4 | 5 | 6 | 7 | 8 | 9 | 10 | 11 | 12 | 13 | 14 | 15 | 16 | 17 | 18 | 19 | 20 | 21 | 22 | 23 | 24 | 25 | 26 | 27 | 28 | 29 | 30 | 31 | 32 | 33 | 34 |
| --------- | -- | - | -- | - | - | - | - | - | - | -- | -- | -- | -- | -- | -- | -- | -- | -- | -- | -- | -- | -- | -- | -- | -- | -- | -- | -- | -- | -- | -- | -- | -- | -- |
| Luogo     | T  | C | T  | T | C | T | C | T | C | T  | C  | T  | C  | T  | V  | P  | N  | C  | T  | C  | C  | T  | C  | T  | C  | T  | C  | T  | C  | T  | C  | T  | C  | T  |
| Risultato | N  | V | P  | V | V | P | V | N | N | P  | V  | P  | V  | N  | P  | P  | N  | V  | V  | N  | V  | V  | V  | N  | V  | V  | V  | V  | V  | V  | V  | V  | V  | V  |
| Posizione | 11 | 6 | 10 | 9 | 5 | 7 | 6 | 6 | 6 | 7  | 7  | 7  | 6  | 6  | 8  | 9  | 9  | 9  | 8  | 8  | 8  | 7  | 6  | 6  | 4  | 3  | 3  | 3  | 2  | 1  | 1  | 1  | 1  | 1  |

Legenda:

Luogo: C = Casa; T = Trasferta. Risultato: V = Vittoria; N = Pareggio; P = Sconfitta.